# Acanthocreagris italica
Espèce
Synonymes
- Microcreagris italica Beier, 1958

Acanthocreagris italica est une espèce de pseudoscorpions de la famille des Neobisiidae.

## Distribution
Cette espèce se rencontre en Italie dans les Pouilles et en Croatie.

## Systématique et taxinomie
Cette espèce a été décrite sous le protonyme Microcreagris italica par Beier en 1958. Elle est placée dans le genre Acanthocreagris par Mahnert en 1974.

## Étymologie
Son nom d'espèce lui a été donné en référence au lieu de sa découverte, l'Italie.

## Publication originale
- Beier, 1958 : Pseudoscorpione aus Gargano (Apulien). Memorie di Biogeografica Adriatica, vol. 4, p. 27-31.